# II. Hekaib
II. Hekaib (ḥq3-ỉb) ókori egyiptomi hivatalnok volt, Elephantiné polgármestere és a papok elöljárója a XII. dinasztia uralkodásának második felében, III. Szenuszert uralkodása alatt és III. Amenemhat uralkodásának kezdetén.
Apja neve Hunesz, anyjáé Szithathor. Valószínűleg rokona volt II. Szarenputnak, akit követett hivatalában. Nevét a VI. dinasztia idején élt Hekaibról kapta, akit a későbbi nemzedékek nagy tiszteletben tartottak Elephantinéban; a név jelentése „aki szívét uralja” vagy „szívem az uralkodóm”. II. Hekaib leginkább onnan ismert, hogy ő is adományozott Hekaib szentélyének, emellett sírját is megtalálták Kubbet el-Hawában (Nr. 30). Sírja az utolsó nagy sziklasír a környéken, ami helyi kormányzó számára épült; utódai sírjait még nem sikerült azonosítani. Hivatalában fia, Ameniszeneb követte.

## Fordítás
- Ez a szócikk részben vagy egészben  a   Heqaib II. című német Wikipédia-szócikk ezen változatának fordításán alapul.  Az eredeti cikk szerkesztőit annak laptörténete sorolja fel. Ez a jelzés csupán a megfogalmazás eredetét és a szerzői jogokat jelzi, nem szolgál a cikkben szereplő információk forrásmegjelöléseként.